# Kwame
Kwame – imię męskie pochodzące z języka twi używanego w Ghanie. 

## Historia
Ponieważ w tym języku słowo to oznacza dosłownie sobotę, nadawane jest zwyczajowo chłopcom urodzonym właśnie w tym dniu. Poza Ghaną imię to bywa nadawane wśród emigracji ghańskiej. Lud Akan wierzy, że Bóg „stworzył się" właśnie w sobotę i nadają mu imię Oboo Adee Kwame (stwórca Kwame), Twieduampong Kwame (Wszechmocny Kwame), Ode ne ho Kwame (Kwame do którego wszystko należy), Odomankoma Kwame (Kwame łaskawy).
Znane osoby o tym imieniu to: 
- Kwame Anthony Appiah – amerykański filozof
- Kwame Brown – amerykański koszykarz
- Kwame Nkrumah – ghański polityk[2]

Imię to nosił także jeden z bohaterów popularnej niegdyś kreskówki Nowe przygody Kapitana Planety, wykorzystujący moc ziemi.   
Imię w tej formie nie istnieje w Polsce.